# Camillo Golgi
Camillo Golgi (7. červenec, 1843 Córteno Golgi – 21. leden, 1926, Pavia) byl italský lékař a vědec, laureát Nobelovy cenu za fyziologii a lékařství za studium struktury nervového systému.

## Život
Golgi se narodil v Corteně, v italské provincii Brescia. Jeho otec byl lékař. Vystudoval medicínu na Univerzitě v Pavii. Mezi jeho učitele zde patřili Paolo Mantegazza, Giulio Bizzozero a Eusebio Oehl, kteří ho velmi ovlivnili. Po ukončení studia v roce 1865 začal pracovat v pavijské nemocnici sv. Mattea. Roku 1872 se stal vedoucím zdravotnickým pracovníkem v nemocnici pro chronicky nemocné v Abbiategrassu, kde nemocniční kuchyni předělal na laboratoř, aby v ní mohl provádět své výzkumy.
Později se vrátil na univerzitu v Pavii. Následně na čas odešel do Sieny. Po návratu do Pavie byl v roce 1879 jmenován profesorem histologie a o dva roky později také profesorem patologie. Oženil se tehdy s Donnou Linou, neteří svého dřívějšího učitele Bizzozera. Jejich manželství ale zůstalo bezdětné, pročež si adoptovali dceru Carolinu. Golgi rovněž založil a řídil Istituto Sieroterapico-Vaccinogeno. Působil dokonce jako rektor pavijské univerzity i jako italský senátor. Za první světové války v Pavii zřídil vojenskou nemocnici. Zemřel roku 1926.
Společně se Santiagem Ramón y Cajalem za studium struktury nervového systému v roce 1906 získal Nobelovu cenu za fyziologii a lékařství. Vyvinul také metodu barvení zvanou Golgiho metoda a jeho jméno nese i Golgiho aparát. Přesto však byl velmi skromný a zdrženlivý, kvůli čemuž není přesně známo, kdy některé své objevy učinil.

## Ocenění
- 1890: člen akademie Leopoldina
- 1905: člen korespondent Ruské akademie věd
- 1906: Nobelova cena za fyziologii a lékařství
- 1911: člen korespondent Pruské akademie věd
- 1976: pojmenování měsíčního kráteru Golgi